# Trionymus cressae
Trionymus cressae är en insektsart som först beskrevs av Hall 1927.  Trionymus cressae ingår i släktet Trionymus och familjen ullsköldlöss. Inga underarter finns listade i Catalogue of Life.